# Jan Knothe
Jan Knothe (* 13. Februar 1912 in Warschau; † 19. Dezember 1977 in Warschau) war ein polnischer Architekt, Grafiker und Dichter.

## Leben
Knothe studierte an der Warschauer Technischen Universität im Fach Architektur. Während des Zweiten Weltkriegs war er als Kriegsgefangener im Offizierslager II C bei Dobiegniew inhaftiert. Dort nahm er rege am Kulturleben des Lagers teil. Er verfasste eine Serie von Gedichten über Warschau und eine Übersetzung des Ramayana in Versform, die allerdings bei der späteren Lagerevakuierung verlorenging. Mit Stanislaw Michalski fertigte er Holzschnitte, Exlibris und Stempel an.
Nach dem Krieg gehörte Knothe zu den wichtigsten Architekten beim Wiederaufbau des zerstörten Warschaus. Seine Wettbewerbsvorschläge (häufig gemeinsam mit anderen Architekten) wurden in den Nachkriegsjahren vielfach ausgezeichnet. Dazu gehörten Projekte für das Gebäude des Industrieministeriums, zum Zentralgebäude von Społem, zur Bahnhofsstation des Okęcie-Flughafens oder zur Rekonstruktion der Alexander-Kirche.
Zusammen mit den Architekten Henryk Stamatello, Józef Sigalin, Stanisław Jankowski und Zygmunt Stępiński entwarf er die Schnellstraße Trasa W–Z, das MDM-Viertel und das Gebäude des Landwirtschaftsministeriums in Warschau.
Bekannt war Knothe für sein zeichnerisches Talent. Projekte konnte er überzeugend illustrieren. Neben vielen anderen Werken versah er auch den Sechsjahresplan zum Aufbau Warschaus (Sześcioletni Plan Odbudowy Warszawy), der 1950 im Verlag Książka i Wiedza erschien, mit Zeichnungen und Ansichten. Am Lehrstuhl für Zeichnen bei der Architekturfakultät an der Politechnika wirkte er unter Zygmunt Kamiński eine Zeitlang als Assistent.
Knothes Vermächtnis als Grafiker ist umfangreich und nicht auf architektonische Themen beschränkt. Unter Tausenden angefertigter Zeichnungen befinden sich solche in Werken von Konstanty Ildefons Gałczyński, Władysław Jan Grabski („Saga o Jarlu Broniszu“) und Jan Dobraczyński („Mocarz“, „Skąpiec Boży“, „Najeźdzcy“). Auch illustrierte er Plakate. Über mehrere Jahrzehnte veröffentlichte Knothe außerdem Essays und Illustrationen – meist zu Warschau – in Titeln wie „Stolica“, „Problemy“ und „Polska“. Er entwickelte einen besonderen Zeichenstil – Dickichte dünner Federstriche und Schwärme runder Punkte.

## Auszeichnungen
Für seine Leistungen wurde Knothe mit dem Ritterkreuz des Orden Polonia Restituta dem Order Sztandaru Pracy sowie dreimal mit dem Staatlichen Kunstpreis 1. Klasse (Państwowa Nagroda Artystyczna I stopnia) ausgezeichnet.

## Werke (Auswahl)
- Niedaleko Damaszku, Iskry 1961
- O Bazyliszku Pafnucym, Nasza Księgarnia 1959
- A tu jest Warszawa, Iskry 1956[7]